# Enzo Mari
Enzo Mari, född 27 april 1932 i Novara, död 19 oktober 2020 i Milano, var en italiensk formgivare som formgav spel, leksaker, grafik och möbler.
Mari växte upp i Milano. När fadern avled var Mari 14 år gammal och han fick då sluta skolan och bli familjens försörjare. Han studerade på Accademia di Brera i Milano och började arbeta med industridesign 1956. Mari arbetade bland annat för Danese och Olivetti.
Han var lärare på Politecnico di Milano och hedersprofessor vid Hochschule für bildende Künste Hamburg. År 1968 deltog han i 4. documenta i Kassel. År 1974 utgav han boken Autoprogettazione med möbler i trä som enkelt kunde tillverkas på egen hand. Mari kritiserade möbelindustrin och konsumtionssamhället.
Erik Eje Almqvist har utgivit Hammare & spik – Bygg möbler med inspiration från Enzo Mari som är baserad på Maris konstruktioner i Autoprogettazione.